# Andrés de Urdaneta

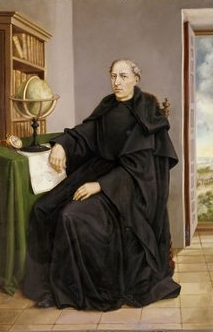
Andrés de Urdaneta

Andrés de Urdaneta (Ordizia, 30 november 1498 – Mexico-Stad, 3 juni 1568) was een Spaanse broeder van de kloosterorde van de augustijnen en een ontdekkingsreiziger die een belangrijke rol speelde bij de kolonisatie van de Filipijnen door het ontdekken van de oostwaartse zeilroute over de Grote Oceaan naar Nieuw-Spanje.

## Expeditie van Loaísa
Urdaneta werd geboren in de Baskische provincie Gipuzkoa in Spanje. In 1525 monsterde hij aan voor de expeditie van García Jofre de Loaísa naar de Molukken. De vloot voer via de door Ferdinand Magellaan ontdekte zeestraat ten zuiden van Zuid-Amerika. Van de zeven schepen, die op 24 juli 1525 vertrokken, bereikte slechts het vlaggenschip Santa Maria de la Victoria de eindbestemming. Loaísa was onderweg overleden, net als diens opvolger Juan Sebastián Elcano. De 25 opvarenden, waaronder Urdaneta werden bij aankomst gevangengenomen door de Portugezen, die vanuit hun in het westen gelegen posten naar de eilanden waren getrokken. Urdaneta en enkele anderen wisten na verloop van tijd echter te ontsnappen en keerden pas 11 jaar later terug in Europa. Tijdens de acht jaar op de specerij-eilanden deed Urdaneta belangrijke ervaring op, die hem later van pas zou komen bij een nieuwe Spaanse expeditie naar deze regio in 1564-65. Zo leerde hij er diverse van de lokale talen en deed hij veel ervaring op als navigator.
Bij zijn terugkeer werd Urdaneta ontvangen door koning Karel I van Spanje. Rijkelijk beloond voor zijn inzet tijdens de expeditie werd hij echter niet en de erkenning van zijn prestaties ter plekke kwam pas veel later. Op 16 oktober vertrok hij vanuit Sevilla richting Nieuw-Spanje waar hij na zijn aankomst werd benoemd als corregidor (district officier) van 150 soldaten van de infanterie. Weer later werd hij bevorderd tot visitador.(supervisor).
In 1544 werd Andrés de Urdaneta aangesteld als admiraal van een vloot met bestemming Peru. Deze expeditie faalde echter en bij terugkeer besloot Urdaneta in 1552 toe te treden tot de kloosterorde van de Augustijnen.

## Expeditie van Lopez de Legazpi
Het was de koning zelf die Urdaneta vroeg om mee te gaan op de expeditie van Miguel López de Legazpi, die de kolonisatie van de Filipijnen als doel had. Op 21 november 1564 zeilden de vijf schepen en 500 soldaten, uit de haven van Barra de Navidad in het Mexicaanse Jalisco. Op 13 februari van het jaar daarop arriveerden ze op Cebu.

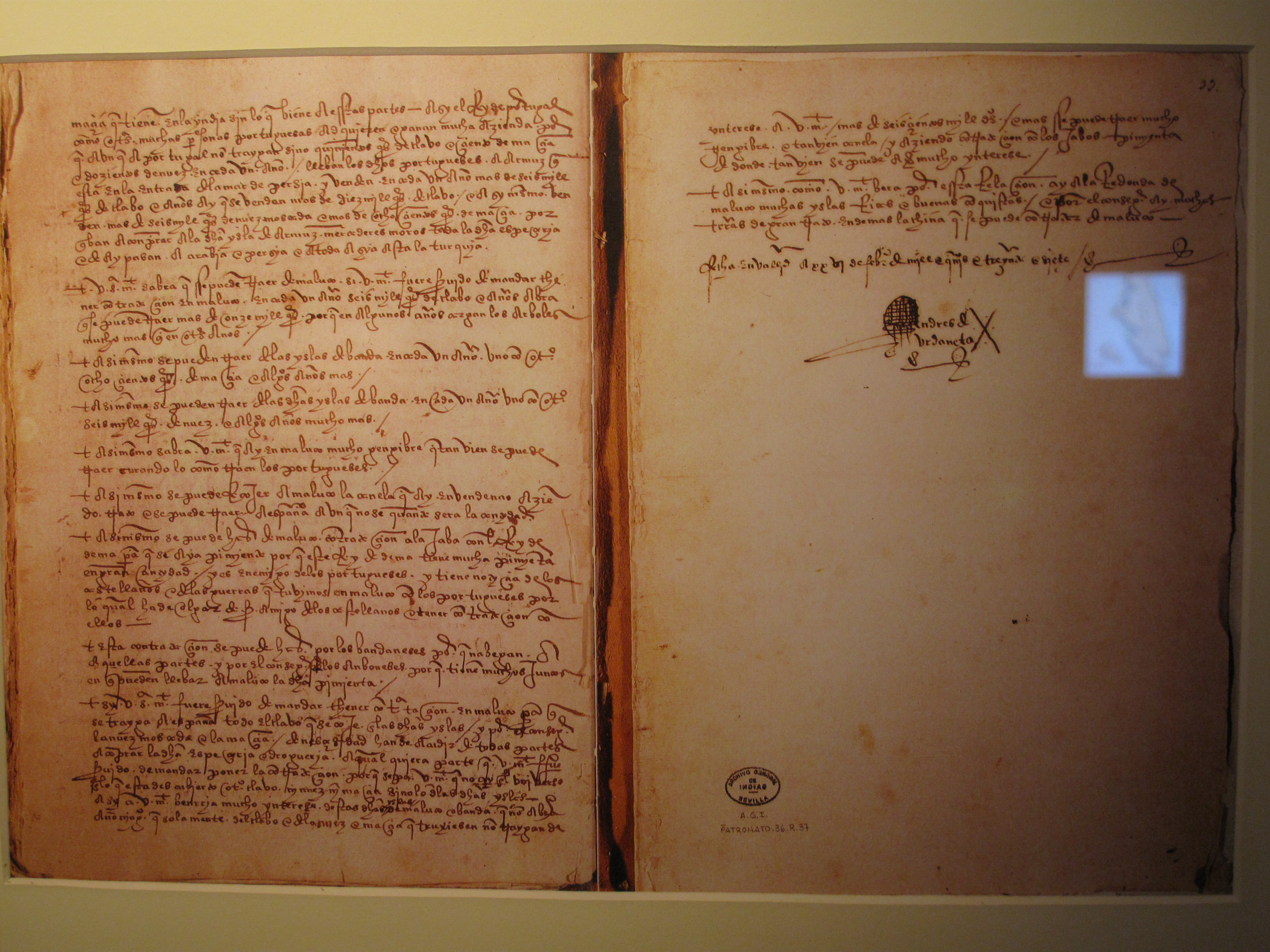
Het dagboek van Urdaneta

Een paar maanden later reeds, op 1 juni 1565 vertrok Andrés de Urdaneta op bevel van Legazpi alweer richting Mexico met als doel het vinden van een goede tornaviaje (terugkeerroute). Zo'n zeilroute om terug te keren naar Nieuw-Spanje was belangrijk, omdat zonder een regelmatige verbinding met Nieuw-Spanje, voor de aanvoer van versterkingen en goederen, de kolonisatie van de Filipijnen onmogelijk zou kunnen slagen. Met zijn enorme kennis van de navigatie over de Grote Oceaan slaagde Urdaneta er in om deze terugkeerroute te vinden. Hiervoor voer hij noordwaarts tot zo'n 36 graden noorderbreedte, waar het door de overwegend westelijke winden mogelijk was om de Grote Oceaan over te steken. Na een reis van 130 dagen en 20.000 kilometer arriveerde het schip van Urdaneta op 8 oktober 1565 in de haven van Acapulco. In Acapulco ontdekte Urdanate dat hij niet de eerste was die de oostelijke zeilroute had ontdekt. Alonso de Arellano, een gedeserteerd lid van de expeditie, was reeds in augustus aangekomen in Nieuw-Spanje. Zijn aantekeningen waren echter veel minder goed en nauwkeurig dan die van Urdaneta, zodat deze als de ontdekker van de oostelijke zeilroute in de geschiedenis geboekt zou worden. Urdaneta's route zou tot in de 17e eeuw gebruikt worden door de Manillagaljoenen die 1 of 2 maal per jaar heen en weer voeren tussen de Filipijnse kolonie en Nieuw-Spanje.
Korte tijd na zijn aankomst in Nieuw-Spanje, reisde Urdaneta door naar Spanje, waar hij verslag deed aan koning Filips II.
Een paar jaar later stierf Andrés de Urdaneta in het Augustijner klooster in Mexico-Stad.
- Biblioteca Nacional de España: XX1143540
- Bibliothèque nationale de France: cb16243108x (data)
- Catàleg d'autoritats de noms i títols de Catalunya: 981058620315106706
- Gemeinsame Normdatei: 12353268X
- International Standard Name Identifier: 0000 0000 5931 8540
- Library of Congress Control Number: n95002673
- SNAC: w6tb4nbk
- Virtual International Authority File: 58319237
- WorldCat: E39PBJwHhgwhpyp7HTWH9jRh73